# Чунгула
Чунгула је насеље у Србији у општини Блаце у Топличком округу. Према попису из 2022. било је 231 становника (према попису из 1991. било је 484 становника).

## Демографија
У насељу Чунгула живи 368 пунолетних становника, а просечна старост становништва износи 51,7 година (49,7 код мушкараца и 53,7 код жена). У насељу има 179 домаћинстава, а просечан број чланова по домаћинству је 2,34.
Ово насеље је великим делом насељено Србима (према попису из 2002. године), а у последња три пописа, примећен је пад у броју становника.
|  |

| Демографија | Демографија | Демографија |
| Година      | Становника  | Становника  |
| ----------- | ----------- | ----------- |
| 1948.       | 1.259       |             |
| 1953.       | 1.284       |             |
| 1961.       | 1.125       |             |
| 1971.       | 887         |             |
| 1981.       | 711         |             |
| 1991.       | 484         | 474         |
| 2002.       | 419         | 440         |

| Етнички састав према попису из 2002.‍ | Етнички састав према попису из 2002.‍ | Етнички састав према попису из 2002.‍ | Етнички састав према попису из 2002.‍ | Етнички састав према попису из 2002.‍ |
| ------------------------------------ | ------------------------------------ | ------------------------------------ | ------------------------------------ | ------------------------------------ |
|                                      |                                      |                                      |                                      |                                      |
| Срби                                 | Срби                                 |                                      | 411                                  | 98,09%                               |
| Југословени                          | Југословени                          |                                      | 2                                    | 0,47%                                |
| Црногорци                            | Црногорци                            |                                      | 1                                    | 0,23%                                |
| Македонци                            | Македонци                            |                                      | 1                                    | 0,23%                                |
| непознато                            | непознато                            |                                      | 4                                    | 0,95%                                |

| Година пописа     | 1948. | 1953. | 1961. | 1971. | 1981. | 1991. | 2002. |
| ----------------- | ----- | ----- | ----- | ----- | ----- | ----- | ----- |
| Број домаћинстава | 201   | 211   | 229   | 237   | 215   | 177   | 179   |

| Број чланова      | 1  | 2  | 3  | 4  | 5 | 6 | 7 | 8 | 9 | 10 и више | Просек |
| ----------------- | -- | -- | -- | -- | - | - | - | - | - | --------- | ------ |
| Број домаћинстава | 52 | 71 | 22 | 19 | 9 | 4 | 2 | 0 | 0 | 0         | 2,34   |

| Пол    | Укупно | Неожењен/Неудата | Ожењен/Удата | Удовац/Удовица | Разведен/Разведена | Непознато |
| ------ | ------ | ---------------- | ------------ | -------------- | ------------------ | --------- |
| Мушки  | 198    | 48               | 129          | 16             | 5                  | 0         |
| Женски | 182    | 15               | 126          | 37             | 3                  | 1         |
| УКУПНО | 380    | 63               | 255          | 53             | 8                  | 1         |

| Пол    | Укупно                    | Пољопривреда, лов и шумарство | Рибарство                            | Вађење руде и камена | Прерађивачка индустрија       |
| ------ | ------------------------- | ----------------------------- | ------------------------------------ | -------------------- | ----------------------------- |
| Мушки  | 82                        | 54                            | 0                                    | 0                    | 14                            |
| Женски | 42                        | 35                            | 0                                    | 0                    | 6                             |
| УКУПНО | 124                       | 89                            | 0                                    | 0                    | 20                            |
| Пол    | Производња и снабдевање   | Грађевинарство                | Трговина                             | Хотели и ресторани   | Саобраћај, складиштење и везе |
| Мушки  | 0                         | 2                             | 6                                    | 1                    | 0                             |
| Женски | 0                         | 1                             | 0                                    | 0                    | 0                             |
| УКУПНО | 0                         | 3                             | 6                                    | 1                    | 0                             |
| Пол    | Финансијско посредовање   | Некретнине                    | Државна управа и одбрана             | Образовање           | Здравствени и социјални рад   |
| Мушки  | 0                         | 0                             | 0                                    | 3                    | 0                             |
| Женски | 0                         | 0                             | 0                                    | 0                    | 0                             |
| УКУПНО | 0                         | 0                             | 0                                    | 3                    | 0                             |
| Пол    | Остале услужне активности | Приватна домаћинства          | Екстериторијалне организације и тела | Непознато            | Непознато                     |
| Мушки  | 2                         | 0                             | 0                                    | 0                    | 0                             |
| Женски | 0                         | 0                             | 0                                    | 0                    | 0                             |
| УКУПНО | 2                         | 0                             | 0                                    | 0                    | 0                             |